# 영도여객
영도여객은 부산광역시 영도구 신선동에 위치한 마을버스 운수 업체이며 대표자는 정윤권이다. 영도지역을 중심으로 노선을 보유하고 있다.

## 본사
부산광역시 영도구 중복길 270, 706호 (신선동2가, 영광그린파크)

## 보유노선
- 영도구1번 : 유림아파트-삼거리슈퍼-봉래치안센터-새마을슈퍼-남해숯불갈비-강남병원-교양당서점-남항시장-해동병원-봉래교차로-미광아파트-홈플러스-미광아파트-부산대교입구-영광골든아파트-대교동사거리-영도산부인과병원(한방병원)-제일은행-세븐일레븐25시편의점-인디안매장-남항동농협-강남병원-탑할인마트-성모신협-영선동윗교차로-부산보건고등학교-이송도삼거리-신선중학교-중복도로입구-신선초등학교입구-영광아파트-샛별아파트-영화사입구-신선아파트-산제당입구-형제슈퍼-배수지-삼거리슈퍼-유림아파트
- 영도구2번 : 영광아파트-신선초등학교입구-신선초등학교-복천사입구-약수터-체육공원-약수터-복지회관-월광슈퍼-부일슈퍼-신선중학교-이송도삼거리-대원아파트-남항초등학교-영선동윗교차로-탑할인마트-강남병원-남항동농협-인디안매장-세븐일레븐25시편의점-(구)전차종점-토토볼링장입구-대동대교맨션-대평유치원입구-진주슈퍼-대평동-진주슈퍼

## 보유차량
이 회사의 주요 운행 차종은 현대 E-카운티로 구성되어 있다.